# Rymawska Sobota
Rymawska Sobota (słow. Rimavská Sobota, węg. Rimaszombat, niem. Großsteffelsdorf) – miasto powiatowe w środkowej Słowacji, w kraju bańskobystrzyckim, w historycznym regionie Malohont, Gemer-Malohont.
Rymawska Sobota leży na wysokości 210 m n.p.m. nad Rimavą, w Kotlinie Rymawskiej, na południowych stokach Rudaw Słowackich. W 2011 roku liczba mieszkańców miasta wynosiła 24 640 osób, powierzchnia miasta – 77,55 km². Dzieli się na dzielnice:
1. Bakta (w latach 1926–1973 oddzielna miejscowość),
2. Kurinec,
3. Rimavská Sobota,
4. Sabová,
5. Sobôtka,
6. Včelinec,
7. Vinice,
8. Dúžava (od 1975),
9. Mojín (od 1975),
10. Nižná Pokoradz (od 1975),
11. Vyšná Pokoradz (od 1975).

W latach 1976–1990 częścią Rymawskiej Soboty była także wieś Zacharovce.
Przez Rymawską Sobotę przebiega słowacka droga krajowa nr 16 (E571 / R2) z Łuczeńca do Rożniawy. Krzyżuje się z nią droga lokalna nr 531 z Pavlovec do Tisovca. Przez miasto przebiega linia kolejowa z Jesenskégo do Brezna, od której odbijała zlikwidowana linia do Poltáru.

## Historia
Osadnictwo w okolicy Rymawskiej Soboty datuje się od młodszej epoki kamienia i epoki brązu. W XII wieku istniała tu już osada targowa wokół kościoła pw. Jana Chrzciciela, która stopniowo przyciągnęła mieszkańców podobnych okolicznych osad. Od połowy XII wieku do 1334 dominium Rymawskiej Soboty należało do arcybiskupów Kalocsy. Następnie przeszło w ręce rodu Széchych, w 1460 – Loszonców, później Országhów, pod koniec XVI wieku – Forgácsów, później Kohárych.
Pierwsza pisemna wzmianka o miejscowości Rymoa Zumbota pochodzi z 1271. Rymawska Sobota uzyskała prawa miejskie przywilejem króla Węgier Karola Roberta z 5 maja 1334, a w 1387 król Zygmunt Luksemburski nadał miastu herb. W XIV i XV wieku miasto szybko się rozwijało jako ośrodek handlu i rzemiosła. W latach 1445–1460 Rymawska Sobota była zajęta przez husytów, którzy zbudowali w mieście twierdzę Sobôtka. Po wielkim pożarze w 1506 król Władysław II Jagiellończyk zwolnił miasto na pięć lat z podatków. Wtedy odbudowano miasto na planie regularnej siatki ulic, która przetrwała do dzisiaj. Szybki rozwój miasta przerwał najazd turecki w 1553 – Turcy panowali nad miastem i okolicą do 1593. Po drugim najeździe w 1596 miasto znalazło się pod panowaniem tureckim aż do roku 1686. W 1710 przez miasto przetoczyła się epidemia cholery. W 1769 w mieście doszło do zatargu katolików i kalwinistów, zakończonego w 1771 interwencją cesarzowej Marii Teresy. Wiek XVIII zaznaczył się odrodzeniem miasta po okupacji tureckiej i wojnach domowych. W II połowie tego stulecia Rymawska Sobota wykupiła się z poddaństwa i stała się wolnym miastem.
W latach 1786–1790 (później także 1850–1860 i 1883–1922) Rymawska Sobota była siedzibą władz komitatu Gemer-Malohont. Po połączeniu tych dwóch regionów w 1910 r. miasto liczyło 6,9 tys. mieszkańców, z czego 6,2 tys. Węgrów i 0,5 tys. Słowaków. Mimo tych proporcji narodowościowych po I wojnie światowej miasto włączono do nowo powstałej Czechosłowacji. Na przełomie maja i czerwca 1919 miasto okupowała Węgierska Armia Czerwona. W listopadzie 1938 wraz z pasem ziem południowej Słowacji Rymawska Sobota została zaanektowana przez Węgry. Pod władzą węgierską pozostawała aż do zajęcia przez Armię Czerwoną 21 grudnia 1944.
Zamieszkująca miasto i okolice mniejszość węgierska (w 2001 – 8,8 tys. osób) zajmuje się rolnictwem i produkcją żywności. W Rymawskiej Sobocie działa wielki kombinat spożywczy Tauris, sprywatyzowany w 1989. Miasto jest także ośrodkiem turystyki w Rudawach Słowackich. Do zabytków miasta należą dwa kościoły katolickie i jeden reformowany z XVIII wieku oraz inne budowle z przełomu XVIII i XIX wieku. W mieście działa planetarium i muzeum regionalne.

## Miasta partnerskie
- Tiszaújváros, Świętochłowice